# Гризи, Джулия
Джулия Гризи (итал. Giulia Grisi; 22 мая 1811[…] или 28 июля 1811, Милан[…] — 29 ноября 1869[…], Берлин) — итальянская оперная певица (сопрано), одна из выдающихся певиц XIX века. Её ставят в один ряд с такими мастерами, как Мария Малибран и Полина Виардо. 
Первая исполнительница партий Адальджизы («Норма» Беллини), Эльвиры («Пуритане» Беллини), Норины («Дон Паскуале» Доницетти).
Племянница оперной певицы Джузеппины Грассини, младшая сестра певицы-контральто Джудитты Гризи и двоюродная сестра танцовщицы Карлотты Гризи, жена тенора Марио.

## Биография
Дочь офицера «великой армии». После дебюта в Болонье (1828) обратила на себя всеобщее внимание в 1832 году искусным исполнением заглавной партии в «Семирамиде» Россини. В 1836 году вышла замуж за графа Жерара де Мельси, но почти сразу же начались измены, причём муж отказывался дать развод. В июне 1838 граф ранил на дуэли маркиза Лондондерри, узнав из перехваченного письма об измене супруги. В 1839 году Гризи родила от маркиза своего единственного сына, который получил фамилию Ормсби.
Гризи очень часто выступала на одной сцене с баритоном Антонио Тамбурини: их дуэт признавался критиками лучшим в Европе. В 1844 году в Лондоне вышла замуж за певца Марио, сына аристократа. Через пять лет супруг приобрёл для неё виллу Сальвиати около Фьезоле, где у них в гостях бывали многие знаменитости. Впрочем, жили они в основном либо в Англии, либо на море, в Бордигере. Супруги с большим успехом гастролировали в России и в США, а в 1868 году исполняли «Stabat Mater» Россини на его похоронах. В браке имели шесть дочерей, из числа которых наиболее известна писательница Чечилия Мария де Кандия.
Во время очередной поездки в Санкт-Петербург поезд, на котором ехали Гризи и Марио, попал в аварию. Они добрались до Берлина пешком. Марио отправился в Петербург, а Гризи, заболев после этого приключения (возможно, от переохлаждения), осталась в Германии, где через месяц умерла. Великая княжна Мария Николаевна, узнав о её кончине, назначила её дочерям пенсию и взялась оплачивать их образование.

## Оценки
Театральный критик и драматург Фёдор Кони считал:

«Джулия Гризи — величайшая драматическая артистка нашего времени; она обладает сильным, звучным, энергическим сопрано… с этой силой голоса она соединяет удивительную полноту и мягкость звука, ласкающие и очаровывающие слух. Владея в совершенстве своим гибким и послушным голосом, она играет трудностями или, лучше сказать, не знает их. Поразительная чистота и ровность вокализации, редкая верность интонации и истинно художественное изящество украшений, употребляемых ею умеренно, придают её пению чудесную прелесть… Со всеми этими материальными средствами исполнения Гризи соединяет качества более важные: душевную теплоту, постоянно согревающую её пение, глубокое драматическое чувство, выражающееся как в пении, так и в игре, и высокий эстетический такт, указывающий ей всегда на эффекты естественные и не допускающие до утрировки и аффектации».
По словам литературного критика В. П. Боткина:

«Гризи имеет то преимущество перед всеми современными певицами, что она при совершеннейшей обработке своего голоса, при самой артистической методе соединяет высочайший драматический талант. Кто хоть раз видел её теперь… у того навсегда останется в душе этот величавый образ, этот пламенеющий взгляд и эти электрические звуки, которые мгновенно потрясают всю массу зрителей. Ей тесно, ей неловко в ролях спокойных, чисто лирических; её сфера — где она чувствует себя на свободе, её родная стихия — страсть. То, что Рашель в трагедии, то Гризи в опере… При совершеннейшей обработке голоса и артистической методе, конечно, Гризи будет петь превосходно всякую роль и всякую музыку; доказательством [является] роль Розины в „Севильском цирюльнике“, роль Эльвиры в „Пуританах“ и многие другие, которые она постоянно пела в Париже; но, повторяем, её родная стихия — роли трагические…»